# 運財至叻星 (電影)
運財智多星（英語：Twinkle, Twinkle Lucky Star；原名運財至叻星）是一部1996年香港電影，導演為王晶。

## 劇情簡介
九天玄女與天使Michael私戀觸犯天規而被貶入凡間做凡人，橫財神為了追回心儀的九天玄女而下凡，找凡人骨妹靚替他引路，參加賭城智叻星賭王大賽，最後與骨妹靚在一起。

## 劇中人物
- 陳百祥 （橫財神／趙得叻）
- 袁詠儀 （骨妹靚／Liza／Beautiful）
- 王敏德 （天使Michael／城城）
- 鍾麗緹 （九天玄女／Christie）
- 吳鎮宇 （靚坤）
- 譚詠麟 （玉皇大帝）
- 鍾鎮濤 （二郎神）
- 王晶 （王晶）
- 曾志偉 （曾志偉）
- 梅艷芳 （梅艷芳）
- 黃一飛 （正衰神）
- 成奎安 （大傻）
- 程東  （正財神）
- 李力持 （雀聖）
- 文雋  （賭神高佬雋）
- 苑瓊丹 （按摩師）
- 朱咪咪 （按摩師）
- 魯芬  （按摩師）
- 羅家英 （杯麵／金牌拖鞋王）
- 羅文  （總督察）
- 張可頤  （觀音娘娘）
- 苗僑偉  （呂洞賓）
- 李克勤  （神仙）
- 鍾定一  （神仙）
- 鄧建明  （神仙）
- Joe Junior  （神仙）
- 徐錦江   （月老）